# Aeroportul Thompson Falls
Aeroportul Thompson Falls (IATA: THM, ICAO: KTHM, FAA LID: THM) este un aeroport din Montana, Statele Unite ale Americii ce deservește zona Thompson Falls⁠(d). Aeroportul a fost tranzitat în 2017 de 2 pasageri. A fost numit după zona deservită.
Situat la o altitudine de 752 m, aeroportul dispune de 1 pistă.

## Infrastructură

### Piste
Aeroportul dispune de o singură pistă. Pista 08/26 are suprafața de asfalt și dimensiunile 4.200 picioare × 75 picioare. 